# Тетовска българска община
Тетовската българска община е гражданско-църковно сдружение на българите екзархисти в град Тетово.

## История
В 1864 година Тетовската българска община изгражда нова сграда за българско училище - двуетажна хубава сграда с 10 стаи. В 1871 - 1872 година християнската община се разделя на българска екзархийска и гъркоманска, станала в 1892 година сърбоманска. Пръв председател на българката община е иконом поп Серафим Архимандритов. Друг водач на общината е Симо Тулов, сподвижник още на Кирил Пейчинович.
В тежките години по време на Руско-турската война общината на практика прекратява дейността си. През май 1878 година иконом поп Серафим и Зафир Николов от името на Тетовската община подписват Мемоара на българските църковно-училищни общини в Македония, с който се иска присъединяване на Македония към новообразуващата се българска държава.
След войната през септември 1880 година архиерейският наместник поп Серафим моли екзарх Йосиф I Български да се застъпи пред Високата порта за владението на мястото на изгорялата тетовска църква „Свети Никола“, оспорвана от гръцките духовни власти. Екзарх Йосиф подава такрир до Портата. Общината се оплаква на Екзархията от насилията на гръцките духовни власти и Екзархията подава два такрира за църковното място.
В 1881 година Тетовската българска община и българското училище вече са напълно възстановени. В Тетово в 1882 - 1883 година преподава известният български учител монах Алексий Зографски. В 1883 година в центъра на българската махала на града е построено българското девическо училище - двуетажна сграда с четири стаи, салон и забавачница. На 6 май 1885 година общината тържествено с шествие до училището и молебен отбелязва стогодишнината от смъртта на Свети Методий.
На 27 април 1897 година общината купува за архиерейско наместничество с пари от еснафите и със завещаните ѝ от Яне Сарайкинов 110 турски лири нова двуетажна сграда с широк салон и балкон, разположена близо до девическото училище.
Към 1900 година общината поддържа едно второкласно с първоначално мъжко училище, едно първоначално девическо, едно първоначално смесено и две забавачници. Учениците годишно са около 650 - 750.
Учители в Тетовското българско училище
| Име                          | Родом от | Учил                           | Учебни години         | Издържан от          | Години              | Бележка                                           |
| ---------------------------- | -------- | ------------------------------ | --------------------- | -------------------- | ------------------- | ------------------------------------------------- |
| 1. Христо Чкулка             | Тетово   | Бигорски манастир              | 1832 - 1835           | Учениците            | ? - 1835 г.         | Основател на училището                            |
| 2. Цветко Смилков            | Тетово   | При църквата „Свети Никола“    | 1833 - 1835           | Учениците            |                     | Помощник на Христо Чкулка                         |
| 3. Поп Саве                  | Йелошник | Бигорски манастир              | 1835 - 1836           | Учениците            |                     |                                                   |
| 4. Поп Смилко                | Йедоарце | При църквата „Свети Никола“    | 1835 - 1836           | Учениците            |                     | Учителствал заедно с поп Саве                     |
| 5. Поп Яков Сазданов         | Тетово   | При църквата „Свети Никола“    | 1836 - 1837           | Учениците            |                     | Опитал да отвори девическо училище                |
| 6. поп Никола Спасов         | Тетово   | При църквата „Свети Никола“    | 1836 - 1837 1837/1838 | Учениците            |                     |                                                   |
| 7. Серафим Архимандритов     | Йелошник | Бигорски манастир              | 1838 - 1844           | Учениците            | ? - 25 март 1894 г. |                                                   |
| 8. Симо Йовчев               | Тетово   | При църквата „Свети Никола“    | 1838 - 1852           | Учениците            |                     |                                                   |
| 9. Наум Иванов               | Тетово   | При църквата „Свети Никола“    | 1848 - 1860           | Учениците            |                     | помощник на Симо Йовчев, по-късно заел мястото му |
| 10. Гьоро Столев             | Жилче    | В Тетово                       | 1848 - 1858           | Учениците            |                     | помощник на Наум Иванов                           |
| 11. Стоян Якушов             | Скопско  | Манастир „Свети Илия“, Скопско | 1860 - 1862           | Общината и учениците |                     |                                                   |
| 12. Серафим Аврамов          | Тетово   | В Тетово                       | 1862 - 1867           | Общината и учениците | ? - след 1900 г.    | свещеник в Тетово                                 |
| 13. Юордан Хаджиконстантинов | Велес    |                                | 1867 - 1868           | Общината и учениците |                     | преподавал и по записки                           |
| 14. Кръсто Галиганов         | Галичник | Бигорски манастир              | 1868 - 1870           | Общината             |                     | певец в църквата                                  |
| 15. Гещо Стефанов            | Тетово   | В Тетово                       | 1870 - 1873           | Общината             |                     |                                                   |
| 16. Михаил Христов           | Гиляни   |                                | 1874 - 1875           | Общината             |                     |                                                   |
| 17. Нестор Данаилов          | Тресонче | IV клас в Казанлък             | 1875 - 1876           | Общината             |                     | въвел нов метод и нови учебници                   |
| 18. Иван Х. Г. Илев          | Дебър    | Бигорски манастир              | 1877 - 1890           | Общината             | след 1900 г.        | певец в църквата                                  |